# 蒺藜叶黄耆
蒺藜叶黄耆（学名：Astragalus tribulifolius）是豆科黄芪属的植物。分布在锡金、克什米尔以及中国大陆的西藏等地，生长于海拔3,800米至4,800米的地区，多生于山坡和山谷，目前尚未由人工引种栽培。

## 异名
- Astragalus tribulifolius Benth. ex Bunge var. pauciflorus Marq. et Shaw